# Révolte de Brașov
La révolte de Brașov est une révolte ayant eu lieu le 15 novembre 1987 dans la ville industrielle de Brașov en Roumanie, contre le régime communiste de Nicolae Ceaușescu.
La révolte de Brașov se déclenche dans un contexte économique et social tendu. La politique économique du chef d'État Nicolae Ceaușescu a pour effet de réduire les salaires et la disponibilité de la nourriture. Ainsi, des protestations commencent à émerger dans le pays comme à Cluj-Napoca.
Le 15 novembre 1987, jour des élections locales roumaines, à la suite de la réception de leurs fiches de paie ne contenant qu'une partie de leur salaire, des ouvriers d'une entreprise de fabrication de camions manifestent devant leur usine. Remontés, ils décident de se rendre au siège local du Parti communiste roumain et de la mairie, où ils sont rejoints par d'autres ouvriers, des étudiants et d'autres habitants. La manifestation se transforme alors en une contestation du président Ceaușescu. Les manifestants prennent d'assaut et saccagent les bâtiments, avant de faire un bûcher à partir de documents du parti sur la place de la ville. Appelées en renfort, les forces de sécurité et l'armée répriment violemment les manifestants et procèdent à de nombreuses arrestations.
Bien que la révolte de Brașov n'ait pas directement conduit à une révolution, elle est considérée comme un tournant dans la lutte contre le régime communiste de Ceaușescu, qui mènera deux ans plus tard à la révolution roumaine de 1989 et au renversement du régime communiste.

## Contexte
Située dans le sud-est de la Transylvanie, Brașov est dans les années 1980 la ville la plus industrialisée de Roumanie — en raison notamment de la politique du gouvernement de déplacer de force des milliers de paysans pour les faire travailler dans des usines de la ville dans les années 1960 —, avec plus de 61 % de la main-d'œuvre travaillant dans l'industrie et plusieurs grandes entreprises industrielles fournissant de bonnes conditions de travail. En revanche, le déclin industriel en Roumanie et en Europe de l'Est au milieu des années 1980 frappe Brașov et ses ouvriers de plein fouet.
Par ailleurs, le plan de réduction de la dette mis en place par le président Nicolae Ceaușescu à partir de 1982 entraîne l'effondrement du marché de la consommation de la ville. L'argent destiné à la production et à la distribution de denrées alimentaires est détourné vers le paiement de la dette envers le bloc occidental. L'État rationne donc les denrées alimentaires et les biens de consommation essentiels, ce qui entraîne de longues files d'attente pour les produits les plus élémentaires,.
Depuis la fin de l'année 1986, les ouvriers commencent à se mobiliser pour protester contre les politiques économiques de Nicolae Ceaușescu. Des manifestations ouvrières éclatent dans les grands centres industriels de Cluj-Napoca (en novembre 1986) et d'Iași (en février 1987). Les mesures économiques draconiennes du chef d'État visent à réduire la consommation de nourriture et d'énergie, ainsi que la rémunération des travailleurs (qui ne toucheraient alors que 60 % de leur salaire).
La révolte de Brașov se déclenche donc dans un contexte économique et social tendu, alimenté par un déclin industriel, une baisse des salaires, des crises alimentaires et des protestations qui émergent dans le reste du pays.

## Déroulement
Tôt dans la matinée du 15 novembre 1987, jour des élections locales roumaines (en), les ouvriers de l'usine de fabrication de camions Steagul Roșu (en) décident spontanément de ne pas travailler en raison de la baisse importante de leur salaire. Ils brisent les fenêtres du siège administratif de l'usine. Vers 8 h, environ 4 000 travailleurs se rassemblent devant les portes de l'usine puis, vers 11 h, un dixième d'entre eux décide de se rendre au siège du comité départemental du Parti communiste roumain pour se faire entendre, scandant « Nous voulons de la nourriture et de la chaleur ! », « Nous voulons notre argent ! », « Nous voulons de la nourriture pour nos enfants ! » et chantant l'hymne du Printemps des peuples de 1848, Deșteaptă-te, române! (« Éveille-toi, Roumain ! »),.
Arrivés au centre-ville, le groupe est rejoint par des milliers de travailleurs des usines Tractorul Brașov et Hidromecanica (ro), des écoliers, des étudiants et d'autres habitants. Il y aurait alors environ 20 000 manifestants. La manifestation prend alors une tournure politique, certaines personnes ayant affirmé avoir scandé des slogans tels que « À bas Ceaușescu ! », « À bas le communisme ! » et « À bas le tyran ! ». Tout le long de la manifestation, des membres de la Securitate déguisés en ouvriers s'infiltrent dans le groupe ou se tiennent à l'écart en prenant des photographies et des vidéos.
La foule prend alors d'assaut le bâtiment du comité départemental du parti communiste et la mairie, jetant des portraits de Ceaușescu et de la nourriture, qui dénonce l'abondance de nourriture prévue pour la victoire du parti aux élections locales — considérées comme truquées — alors que des crises alimentaires ont lieu. Les manifestants pénètrent dans les bâtiments, cassent les meubles (chaises, tables) et les appareils (ordinateurs, télévisions, téléphones) et brisent les vitres, considérant que ces objets appartiennent aux communistes et doivent être brûlés. Des membres du parti sont battus (y compris le maire Calancea) et leurs uniformes déchirés. Les manifestants mettent le feu à tout ce qui rappelle le régime communiste, et un immense bûcher de cassettes de propagandes et de documents du parti brûle pendant des heures sur la place du centre de Brașov.
Le soir, les forces de sécurité et l'armée encerclent le centre-ville et dispersent les manifestants par la force à l'aide de gaz lacrymogènes, de chiens et de véhicules blindés. Bien qu'aucune mort n'ait été recensée, environ 300 manifestants sont arrêtés. Le régime de Ceaușescu ayant choisi de traiter les manifestations comme des « cas isolés de hooliganisme », les peines prononcées ne dépassent pas trois ans d'emprisonnement sans privation de liberté, une peine relativement modérée dans le code pénal communiste. Toutefois, le tribunal ordonne que les peines soient purgées sur le lieu de travail et que les personnes condamnées soient expulsées de la ville. Un an et trois mois après la chute de Ceaușescu, la Cour suprême de justice juge le 4 mars 1991 à Bucarest que les 61 ouvriers de l'usine Steagul Rosu condamnés pour « hooliganisme » ont finalement droit au statut de « détenus politiques ». Ils sont acquittés de ce délit dans la foulée, car supprimé du code pénal après la révolution.

## Conséquences
Bien que la révolte de Brașov n'ait pas directement conduit à une révolution, elle a porté un sérieux coup au régime communiste de Nicolae Ceaușescu, puisqu'étant qualifiée de « défi le plus sérieux depuis 20 ans pour le gouvernement Ceaușescu ». Elle a notamment souligné le mécontentement croissant des ouvriers à l'égard de son régime et la capacité de la contestation à s'organiser. D'autres manifestations ont ainsi suivi, par exemple à Timișoara. Elle est également considérée comme étant « la plus importante manifestation populaire d'opposition au gouvernement » et constitue un tournant dans la lutte contre ce système, ainsi qu'un précurseur des soulèvements populaires qui vont faire tomber le régime communiste deux ans plus tard avec la révolution roumaine de 1989.